# 4e étape du Tour d'Espagne 2009

La quatrième étape du Tour d'Espagne 2009 s'est déroulée le 1er septembre 2009 entre Venlo aux Pays-Bas et Liège en Belgique sur 223 kilomètres. Elle a été remportée par l'Allemand André Greipel.

## Parcours
La course emprunte les routes de l'Amstel Gold Race et une partie du tracé de Liège-Bastogne-Liège. Cette étape très vallonnée emmène le peloton en Belgique.

## Récit
Une chute importante intervient à l'avant du peloton à un rond-point à 3 km de l'arrivée. Seuls six coureurs se sont disputé la victoire au sprint. Comme la chute s'est déroulée à moins de 3 km de l'arrivée, le classement général reste inchangé.

## Classement de l'étape
|    | Coureur          | Pays      | Équipe            | Temps           |
| -- | ---------------- | --------- | ----------------- | --------------- |
| 1  | André Greipel    | Allemagne | Team Columbia-HTC | 5 h 43 min 05 s |
| 2  | Wouter Weylandt  | Belgique  | Quick Step        | m.t.            |
| 3  | Bert Grabsch     | Allemagne | Team Columbia-HTC | m.t.            |
| 4  | Marcel Sieberg   | Allemagne | Team Columbia-HTC | m.t.            |
| 5  | Marco Velo       | Italie    | Quick Step        | + 9 s           |
| 6  | Matteo Tosatto   | Italie    | Quick Step        | + 15 s          |
| 7  | Adam Hansen      | Australie | Team Columbia-HTC | + 22 s          |
| 8  | Jürgen Roelandts | Belgique  | Silence-Lotto     | + 28 s          |
| 9  | Linus Gerdemann  | Allemagne | Team Milram       | + 33 s          |
| 10 | Thomas Rohregger | Autriche  | Team Milram       | m.t.            |

## Classement général
|    | Coureur           | Pays             | Équipe            | Temps            |
| -- | ----------------- | ---------------- | ----------------- | ---------------- |
| 1  | Fabian Cancellara | Suisse           | Team Saxo Bank    | 15 h 12 min 38 s |
| 2  | Gregory Henderson | Nouvelle-Zélande | Team Columbia-HTC | + 6 s            |
| 3  | Gerald Ciolek     | Allemagne        | Team Milram       | + 8 s            |
| 4  | Tom Boonen        | Belgique         | Quick Step        | + 9 s            |
| 5  | Bert Grabsch      | Allemagne        | Team Columbia-HTC | + 11 s           |
| 6  | André Greipel     | Allemagne        | Team Columbia-HTC | + 11 s           |
| 7  | Tyler Farrar      | États-Unis       | Garmin-Slipstream | + 12 s           |
| 8  | Lars Boom         | Pays-Bas         | Rabobank          | + 14 s           |
| 9  | Jens Mouris       | Pays-Bas         | Vacansoleil       | + 14 s           |
| 10 | Daniele Bennati   | Italie           | Liquigas          | + 16 s           |

## Classements annexes
| Classement par points | Classement par points | Classement par points | Classement par points | Classement par points |
| Rang                  | Cycliste              | Pays                  | Équipe                | Pts                   |
| --------------------- | --------------------- | --------------------- | --------------------- | --------------------- |
|                       | André Greipel         | Allemagne             | Team Columbia-HTC     | 53                    |
| 2                     | Tom Boonen            | Belgique              | Quick Step            | 38                    |
| 3                     | Tyler Farrar          | États-Unis            | Garmin-Transitions    | 33                    |

| Grand Prix de la montagne | Grand Prix de la montagne | Grand Prix de la montagne | Grand Prix de la montagne | Grand Prix de la montagne |
| Rang                      | Cycliste                  | Pays                      | Équipe                    | Pts                       |
| ------------------------- | ------------------------- | ------------------------- | ------------------------- | ------------------------- |
|                           | Lars Boom                 | Pays-Bas                  | Rabobank                  | 9                         |
| 2                         | Javier Ramírez Abeja      | Espagne                   | Andalucía-Cajasur         | 5                         |
| 3                         | Sergueï Lagoutine         | Ouzbékistan               | Vacansoleil               | 3                         |

| Combiné | Combiné           | Combiné     | Combiné     | Combiné |
| Rang    | Cycliste          | Pays        | Équipe      | Pts     |
| ------- | ----------------- | ----------- | ----------- | ------- |
|         | Dominik Roels     | Allemagne   | Team Milram | 175     |
| 2       | Lars Boom         | Pays-Bas    | Rabobank    | 199     |
| 3       | Sergueï Lagoutine | Ouzbékistan | Vacansoleil | 228     |

| Classement par équipes | Classement par équipes | Classement par équipes | Classement par équipes | Classement par équipes |
| Rang                   | Pays                   | Équipe                 | Temps                  |                        |
| ---------------------- | ---------------------- | ---------------------- | ---------------------- | ---------------------- |
|                        | Liquigas               | Italie                 | en 45 h 38 min 45 s    |                        |
| 2                      | Team Saxo Bank         | Danemark               | + 3 s                  |                        |
| 3                      | Garmin-Transitions     | États-Unis             | + 6 s                  |                        |

## Abandon
- Charles Wegelius (Silence-Lotto)